# عبدالله ابراهیم
عبدالله ابراهیم (انگلیسی: Abdallah Ibrahim؛ ۲۴ اوت ۱۹۱۸ – ۱۱ سپتامبر ۲۰۰۵) سیاستمدار اهل مراکش بود. وی از سال ۱۹۵۸ تا ۱۹۶۰ نخست‌وزیر مراکش بوده.